# Diego Jiménez
Diego Octavio Jiménez Villa (Tepatitlán de Morelos, 7 aprile 1986) è un ex calciatore messicano, di ruolo difensore.